# Языки асмат-каморо
Асмат-каморо — семья, состоящая из 11 трансновогвинейских языков, на которых говорят народ асмат и родственные народы на острове Новая Гвинея в Индонезии. Предполагается, что они недавно распространились вдоль южного побережья, так как тесно связаны между собой.

## Классификация
- Асмат-каморо
  - Асмат: асмат (побережье Касуарина), северный асмат, тамним-читак, центральный асмат, читак, яосакор-асмат
  - Диуве: диуве
  - Каморо: каморо
  - Сабакор: буруваи, камберау
  - Семпан: семпан